# Royal Rife
Royal Raymond Rife (Nebraska, 16 de maig de 1888 – Califòrnia, 5 d'agost de 1971) va ser un inventor estatunidenc, actualment famós en els llocs web sobre conspiracions. Va afirmar haver trobat una cura per al càncer terminal, així com altres malalties, per mitjà d'un aparell que anomenaria «beam ray machine». Que segons les seves teories «treballava per mitjà d'una freqüència induïda, la qual vibrava a la ressonància del patogen en qüestió».
La informació exacta per a la construcció dels seus instruments era insuficient fins fa poc, si bé han aparegut 3 maquines en una casa i les han pogut desxifrar.
Després de la mort de Rife es van començar a comercialitzar diversos tipus d'aparells per internet afirmant usar els mateixos principis i guarir tot tipus de malalties, des de l'acne fins a la sida. La seva connexió amb els dispositius de Rife dubtosa ja que no s'havia entès la màquina donat que Rifé la va xifrar (com la Enigma) en alguns casos si bé després de trobar les màquines recentment, han pogut fer comprovacions.
Existeix un grup mundial que està fent estudis.
Alguns codis originals s'han pogut preservar però pocs. Hi ha estudiosos reproduïnt l'experiment fins trobar nous seqüències.

## Biografia
Existeix molt poca informació fiable sobre la vida de Rife però se sap que va rebre 14 grans premis i diversos honors, a més d'un doctorat honoris causa per la prestigiosa Universitat de Heidelberg (Alemanya). Va residir a Alemanya com a investigador de la mundialment reconeguda empresa d'instruments òptics Carl Zeiss, a més existeix una patent de 1929 sobre un llum d'alta intensitat per a microscopi.
Royal R. Rife va morir a El Cajón (Califòrnia), el 5 d'agost de 1970 als 83, a causa d'una sobredosi de Valium (un tranquil·litzant) i alcohol.

### Afirmacions sobre invencions i descobriments
El 1920, Rife va construir el que va anomenar «el primer microscopi per a virus» del món. El 1931 va afirmar haver construït el «microscopi universal», un tipus de microscopi òptic que —segons ell— tenia ampliació d'imatges de fins a 60 000 vegades la seva grandària real, molt superior a la de qualsevol microscopi del seu temps (en què no existia el microscopi electrònic).

### Com treballava el microscopi segons Rife
Segons Rife, ell va identificar la signatura espectral de cada microbi que investigava; d'aquí, girava un prisma de quars per enfocar llum, d'una longitud d'ona específica sobre el microorganisme examinat.
Després seleccionava la longitud d'ona, la qual «vibrava o ressonava» igual que la «signatura espectral» del microbi basant-se en la idea que cada molècula oscil·la en la seva pròpia freqüència distintiva, en altres paraules que igual que una gota d'aigua o les empremtes digitals, les quals mai es repeteixen, així les molècules o microbis, posseeixen una única signatura espectral.
Els àtoms que componen una molècula romanen junts en la seva configuració molecular amb una energia d'enllaç covalent les quals emeten i absorbeixen energia en la seva pròpia freqüència electromagnètica específica,
No existeixen dues classes de molècules que tinguin la mateixa signatura espectral o oscil·lació electromagnètica.
El resultat d'usar una longitud d'ona ressonant és que el microorganisme que és invisible a la llum blanca, pugui arribar a fer-se visible amb un centelleig brillant de llum, quan aquests són exposats a la freqüència que «ressona» amb la seva pròpia signatura espectroscòpica distintiva, d'aquesta manera rife va poder veure en els microscòpics el que d'una altra manera serien invisibles a simple vista o altres instruments òptics, i així observar-los en plena activitat envaint teixits, adaptant-se i mutant, en el cos humà.
Rife va afirmar que prop del 80% dels organismes que va observar a través del Microscopi Universal solament poden ser visibles amb llum ultraviolada o Llum polaritzada. Però aquesta llum està fora de l'espectre visible humà.
Rife clamo superar aquesta limitació, per mitjà de la heterodinamia, una tècnica que va ser popular en les primeres emissores de ràdio.
Rife va afirmar il·luminar el microbi (generalment, un virus o un bacteri) amb dues diferents freqüències de llum ultraviolada les quals ressonaven amb la signatura espectral del microbi. Aquestes dues freqüències produïen una interferència quan es barrejaven, Aquestes interferències donaven una tercera de longitud d'ona més llarga que queia en la porció de l'espectre visible d'espectre electromagnètic, així va ser com Rife va fer visible als microbis invisibles sense matar-los, alguna cosa que els microscopis electrònics d'avui no poden duplicar, aquesta tecnologia estava molt avançada per al seu temps (1930), així doncs els seus col·legues no podrien comprendre el que cap a, sense abans visitar el seu laboratori en Sant Diego, Califòrnia.

## Investigació contra el càncer
El 1934 la Universitat del Sud de Califòrnia, va convocar a una comissió mèdica especial per confirmar el descobriment de Raymond Rife. Des de l'Hospital del Comtat de Pasadena van portar al laboratori de Rife a 16 pacients diagnosticats amb càncer en fase terminal. L'equip de metges hi era per observar els pacients durant el tractament. Després de 90 dies de teràpia la Comissió va confirmar que 14 dels 16 pacients estaven completament curats. Dos pacients van continuar el tractament després de 4 setmanes i es van declarar lliures de càncer. La Comissió Mèdica va confirmar que la teràpia de Rife va ser 100% reeixida.

### Boicot a Royal Rife
Morris Fishbein, que treballava per a l'AMA (Associació americana de Medicina) va subornar a Phillip Hoyland, co-investigador de Rife perquè presentés una demanda contra Rife i així fer-se amb la tecnologia o patent d'aquest últim. El litigi el va guanyar Rife però el va afectar més del compte. Fishbein no es va rendir i decidir destruir la reputació i el material de Rife prohibint als metges, en la seva qualitat de cap màxim de l'AMA, l'ús de l'aparell de Rife i confiscant fins i tot els equips de l'investigador.
L'influent doctor Milbank Johnson, un dels defensors de Rife, va aconseguir eludir les traves del mafiós Fishbein però va morir, sobtada i sospitosament, el 1944 (probablement enverinat) i amb ell també "van volar" documents dels assajos clínics de Rife que estaven en poder de la Universitat del Sud de Califòrnia, on Johnson exercia com a professor.
Després es van produir un robatoris graduals de components, equips, fotografies, pel·lícules, registres i escrits del laboratori de Rife (sense que el culpable fos mai atrapat), després el seu material va ser confiscat i el "Microscopi universal", la joia de Rife, va ser destrossat per "desconeguts".
Més tard, els seus laboratoris a Nova Jersey (Beam Ray Corp) van ser destruïts intencionadament mitjançant un incendi quan s'anaven a fer públics les troballes de Rife. Els metges que estaven del seu costat van ser assetjats fins al punt de que alguns van deixar la professió o es van suïcidar.

## Reaparició de l'interès per Rife
L'interès en Rife va ser reviscut en els anys vuitanta per l'escriptor Barry Lynes, qui va escriure "The cancer curi that worked" (la cura contra el càncer que va funcionar). En el llibre afirma que la màquina «beam ray machine» de Rife funcionava i guaria el càncer, però que tots els descobriments de Rife van ser censurats en els anys trenta per una conspiració liderada per l'American Medical Association (Associació Mèdica dels Estats Units).
L'American Cancer Society (Societat del càncer als Estats Units) sempre ha declarat, que les afirmacions de Lynes no són certes.
En l'actualitat s'han trobat 3 maquines Rifé i els codis, un grup mundial les ha estudiat i comprovat el funcionament.
Alguns tenen les sequencies originals, i altres han fet estudis per trobar-ne de noves. Cada codi es per una malaltia concreta.
Tanmateix han pogut reproduïr la maquina.